# Варда Аль-Джазаїрія
Варда Аль-Джазаїрія (араб. وردة الجزائرية; народ. 22 липня 1939 р. — померла 17 травня 2012 р.) була алжирсько-ліванською співачкою, добре відомою своїми єгипетсько-арабськими піснями і музикою. Її ім'я в буквальному перекладі означає «Варда алжирська», але її зазвичай називали просто «Вардою» або «Алжирською Трояндою» в арабському світі.

## Біографія
Варда народилася 22 липня 1939 року в Пюто, Франція. Її матір — ліванка, а батько — алжирець. Вона почала співати у віці одинадцяти років у 1951 році і швидко стала добре відома своїм співом патріотичних арабських пісень. У 1972 році алжирський президент Хуарі Бумедьєн попросив її заспівати на честь Дня Незалежності Алжиру, і вона виступала з Єгипетським оркестром.
Потім вона переїхала до Єгипту, де набула широкої популярності, вийшла заміж за відомого єгипетського композитора Баліха Хамді (Baligh Hamdi). Вона виконала багато пісень Хаміді та інших єгипетських композиторів. Її слава швидко зросла, співачка випускала по кілька альбомів на рік. Крім того, Варда знялася в декількох єгипетських фільмах в головній ролі поряд з великими зірками кіно, такими як Рушді Абаза (Roushdy Abaza). Вона отримала єгипетське громадянство і співала популярні національні пісні для країни, такі як «Helwa Belady El Samra[недоступне посилання з березня 2019]».
Єгипетська пісня «Моя Велика Батьківщина» («Al Watan Al Akbar»), виконувалась найбільшими зірками єгипетської музичної індустрії в той час, серед них: Абдель Халім Хафез (Abdel Halim Hafez), Шаде (Shadia), Сабах (Sabah), Наджат Аль-Сагіра (Najat Al Saghira) та Фаїзою Камель (Faiza Kamel). В пісні засуджується колоніалізм і звучить заклик до створення єдиної арабської країни, щоб перемогти іноземну окупацію (див. Розділ Османської імперії).

## Смерть
Варда померла 17 травня 2012 року в Каїрі, Єгипет, після перенесеного серцевого нападу. Їй було 72 роки.. 19 травня її тіло було вивезено до Алжиру, де були організовані державні похорони. Її тіло поховали на алжирському кладовищі для національних героїв Ель-Аля (El Alia)..